# Rappresentanti dell'Arkansas
L'Arkansas è attualmente rappresentato alla Camera dei rappresentanti degli Stati Unitida 4 delegati, eletti in distretti con il sistema first-past-the-postogni due anni. Il numero dei delegati è proporzionale alla popolazione dello stato.
Dal 1819 al 1836, durante l'esistenza del Territorio dell'Arkansas, il territorio venne rappresentato da un unico deputato eletto at-large, cioè con la base elettorale costituita dall'intero territorio. Dall'accesso all'Unione, nel 1836, e fino al 1885, lo stato venne rappresentato sempre da un unico delegato, sempre eletto at-large. I rappresentanti incrementarono poi con l'aumento della popolazione, fino ad arrivare ad un massimo di sette; l'attuale quota di quattro rappresentanti è stata confermata anche dall'ultimo censimento del 2020.

## Elenco

### Distretto congressualeat-largedel Territorio dell'Arkansas
| N.      | Foto    | Senatore                      | Partito | Carica           | Carica           | Congresso              | Mandati | Elezioni |
| N.      | Foto    | Senatore                      | Partito | Inizio           | Termine          | Congresso              | Mandati | Elezioni |
| ------- | ------- | ----------------------------- | ------- | ---------------- | ---------------- | ---------------------- | ------- | --- |
| Vacante | Vacante | Vacante                       | Vacante | 4 luglio 1819    | 21 dicembre 1819 | 16                     |         | |
| 1       |         | James W. Bates (1788-1846)    | Nessuno | 21 dicembre 1819 | 3 marzo 1823     | 16 · 17                | 1 1⁄2   | 1819 · 1820 Non ricandidatosi                                                                                     |
| 2       |         | Henry W. Conway (1793-1827)   | Nessuno | 4 marzo 1823     | 9 novembre 1827  | 18 · 19 · 20           | 2 1⁄2   | 1822 · 1824 · 1826 Deceduto                                                                                       |
| Vacante | Vacante | Vacante                       | Vacante | 9 novembre 1827  | 13 febbraio 1828 | 20                     |         | |
| 3       |         | Ambrose H. Sevier (1801-1848) | Nessuno | 13 febbraio 1828 | 15 giugno 1836   | 20 · 21 · 22 · 23 · 24 | 4 1⁄2   | Eletto per terminare il mandato di Conway · 1828 · 1830 · 1832 · 1834 Seggio eliminato dopo l'entrata nell'Unione |

### Distretto congressualeat-large
| N.                                           | Foto               | Senatore                | Partito            | Partito                     | Carica           | Carica          | Congresso                                       | Mandati | Elezioni                                                        |
| N.                                           | Foto               | Senatore                | Partito            | Partito                     | Inizio           | Termine         | Congresso                                       | Mandati | Elezioni                                                        |
| -------------------------------------------- | ------------------ | ----------------------- | ------------------ | --------------------------- | ---------------- | --------------- | ----------------------------------------------- | ------- | --------------------------------------------------------------- |
| Il distretto venne creato il 1º agosto 1836  |                    |                         |                    |                             |                  |                 |                                                 |         |                                                                 |
| 1                                            |                    | Archibald Yell          |                    | Jacksoniano poi Democratico | 14 dicembre 1836 | 3 marzo 1839    | 24 · 25                                         | 1 1⁄2   | 1836                                                            |
| 2                                            |                    | Edward Cross            |                    | Democratico                 | 4 marzo 1839     | 3 marzo 1845    | 26 · 27 · 28                                    | 3       | 1838 · 1840 · 1842                                              |
| 3                                            |                    | Archibald Yell          |                    | Democratico                 | 14 dicembre 1845 | 1º luglio 1846  | 29                                              | 1⁄2     | 1844 Dimessosi per combattere nella Guerra messico-statunitense |
| Vacante                                      | Vacante            | Vacante                 | Vacante            | Vacante                     | 1º luglio 1846   | 6 febbraio 1847 | 29                                              |         |                                                                 |
| 4                                            |                    | Thomas W. Newton        |                    | Whig                        | 6 febbraio 1847  | 3 marzo 1847    | 29                                              | 1⁄2     | Eletto per terminare il mandato di Yell Non ricandidatosi       |
| 5                                            |                    | Robert W. Johnson       |                    | Democratico                 | 4 marzo 1847     | 3 marzo 1853    | 30 · 31 · 32                                    | 3       | 1846 · 1848 · 1850 Non ricandidatosi                            |
| Distretto inattivo                           | Distretto inattivo | Distretto inattivo      | Distretto inattivo | Distretto inattivo          | 4 marzo 1853     | 3 marzo 1873    | 33 · 34 · 35 · 36 · 37 · 38 · 39 · 40 · 41 · 42 |         |                                                                 |
| 6                                            |                    | William J. Hynes        |                    | Liberale Repubblicano       | 4 marzo 1873     | 3 marzo 1875    | 43                                              | 1       | 1872 Perse la rielezione                                        |
| Seggio inattivo                              | Seggio inattivo    | Seggio inattivo         | Seggio inattivo    | Seggio inattivo             | 4 marzo 1875     | 3 marzo 1883    | 44 · 45 · 46 · 47                               |         |                                                                 |
| 7                                            |                    | Clifton R. Breckinridge |                    | Democratico                 | 4 marzo 1883     | 3 marzo 1885    | 48                                              | 1       | 1882 Candidatosi nel 2º distretto                               |
| Il distretto venne eliminato il 4 marzo 1885 |                    |                         |                    |                             |                  |                 |                                                 |         |                                                                 |

### 1º distretto
| N.                                        | Foto    | Senatore                 | Partito | Partito      | Carica         | Carica         | Congresso                                                                | Mandati                             | Elezioni |
| N.                                        | Foto    | Senatore                 | Partito | Partito      | Inizio         | Termine        | Congresso                                                                | Mandati                             | Elezioni |
| ----------------------------------------- | ------- | ------------------------ | ------- | ------------ | -------------- | -------------- | ------------------------------------------------------------------------ | ----------------------------------- | --- |
| Il distretto venne creato il 4 marzo 1853 |         |                          |         |              |                |                |                                                                          |                                     | |
| 1                                         |         | Alfred B. Greenwood      |         | Democratico  | 4 marzo 1853   | 3 marzo 1859   | 33 · 34 · 35                                                             | 3                                   | 1852 · 1854 · 1856 |
| 2                                         |         | Thomas C. Hindman        |         | Democratico  | 4 marzo 1859   | 3 marzo 1861   | 36                                                                       | 1                                   | 1858 1860 Si rifiutò di ricoprire l'incarico                                                                             |
| Vacante                                   | Vacante | Vacante                  | Vacante | Vacante      | 4 marzo 1861   | 22 giugno 1868 | 37 · 38 · 39                                                             | Guerra di Secessionee Ricostruzione | Guerra di Secessionee Ricostruzione                                                                                      |
| 3                                         |         | Logan H. Roots           |         | Repubblicano | 22 giugno 1868 | 3 marzo 1871   | 40 · 41                                                                  | 1 1⁄2                               | Eletto per terminare il periodo vacante · 1868                                                                           |
| 4                                         |         | James M. Hanks           |         | Democratico  | 4 marzo 1871   | 3 marzo 1873   | 42                                                                       | 1                                   | 1870 Non ricandidatosi                                                                                                   |
| 5                                         |         | Asa Hodges               |         | Repubblicano | 4 marzo 1873   | 3 marzo 1875   | 43                                                                       | 1                                   | 1872 Non ricandidatosi                                                                                                   |
| 6                                         |         | Lucien C. Gause          |         | Democratico  | 4 marzo 1875   | 3 marzo 1879   | 44 · 45                                                                  | 2                                   | 1874 · 1876 Non ricandidatosi                                                                                            |
| 7                                         |         | Poindexter Dunn          |         | Democratico  | 4 marzo 1879   | 3 marzo 1889   | 46 · 47 · 48 · 49 · 50                                                   | 5                                   | 1878 · 1880 · 1882 · 1884 · 1886 Non ricandidatosi                                                                       |
| 8                                         |         | William H. Cate          |         | Democratico  | 4 marzo 1889   | 5 marzo 1890   | 51                                                                       | 1⁄2                                 | 1888 Elezione contestata                                                                                                 |
| 9                                         |         | Lewis P. Featherstone    |         | Laburista    | 5 marzo 1890   | 3 marzo 1891   | 51                                                                       | 1⁄2                                 | Vinse l'elezione contestata Perse la rielezione                                                                          |
| 10                                        |         | William H. Cate          |         | Democratico  | 4 marzo 1891   | 3 marzo 1893   | 52                                                                       | 1                                   | 1890 Non ricandidatosi                                                                                                   |
| 10                                        |         | Philip D. McCulloch, Jr. |         | Democratico  | 4 marzo 1893   | 3 marzo 1903   | 53 · 54 · 55 · 56 · 57                                                   | 5                                   | 1892 · 1894 · 1896 · 1898 · 1900 Non ricandidatosi                                                                       |
| 11                                        |         | Robert B. Macon          |         | Democratico  | 4 marzo 1903   | 3 marzo 1913   | 58 · 59 · 60 · 61 · 62                                                   | 5                                   | 1902 · 1904 · 1906 · 1908 · 1910 Non ottenne la ricandidatura                                                            |
| 12                                        |         | Thaddeus H. Caraway      |         | Democratico  | 4 marzo 1913   | 3 marzo 1921   | 63 · 64 · 65 · 66                                                        | 4                                   | 1912 · 1914 · 1916 · 1918 Candidatosi al Senato                                                                          |
| 13                                        |         | William J. Driver        |         | Democratico  | 4 marzo 1921   | 3 gennaio 1939 | 67 · 68 · 69 · 70 · 71 · 72 · 73 · 74 · 75                               | 9                                   | 1920 · 1922 · 1924 · 1926 · 1928 · 1930 · 1932 · 1934 · 1936 Non ottenne la ricandidatura                                |
| 14                                        |         | Ezekiel C. Gathings      |         | Democratico  | 3 gennaio 1939 | 3 gennaio 1969 | 76 · 77 · 78 · 79 · 80 · 81 · 82 · 83 · 84 · 85 · 86 · 87 · 88 · 89 · 90 | 15                                  | 1938 · 1940 · 1942 · 1944 · 1946 · 1948 · 1950 · 1952 · 1954 · 1956 · 1958 · 1960 · 1962 · 1964 · 1966 Non ricandidatosi |
| 15                                        |         | Bill Alexander, Jr.      |         | Democratico  | 3 gennaio 1969 | 3 gennaio 1993 | 91 · 92 · 93 · 94 · 95 · 96 · 97 · 98 · 99 · 100 · 101 · 102             | 12                                  | 1968 · 1970 · 1972 · 1974 · 1976 · 1978 · 1980 · 1982 · 1984 · 1986 · 1988 · 1990 Non ottenne la ricandidatura           |
| 16                                        |         | Blanche Lincoln          |         | Democratico  | 3 gennaio 1993 | 3 gennaio 1997 | 103 · 104                                                                | 2                                   | 1992 · 1994 Non ricandidatasi                                                                                            |
| 17                                        |         | Marion Berry             |         | Democratico  | 3 gennaio 1997 | 3 gennaio 2011 | 105 · 106 · 107 · 108 · 109 · 110 · 111                                  | 7                                   | 1996 · 1998 · 2000 · 2002 · 2004 · 2006 · 2008 Non ricandidatosi                                                         |
| 18                                        |         | Rick Crawford            |         | Repubblicano | 3 gennaio 2011 | in carica      | 112 · 113 · 114 · 115 · 116 · 117 · 118 · 119                            | 8                                   | 2010 · 2012 · 2014 · 2016 · 2018 · 2020 · 2022 · 2024                                                                    |

### 2º distretto
| N.                                        | Foto    | Senatore                | Partito      | Partito        | Carica           | Carica           | Congresso                                                                                    | Mandati                             | Elezioni |
| N.                                        | Foto    | Senatore                | Partito      | Partito        | Inizio           | Termine          | Congresso                                                                                    | Mandati                             | Elezioni |
| ----------------------------------------- | ------- | ----------------------- | ------------ | -------------- | ---------------- | ---------------- | -------------------------------------------------------------------------------------------- | ----------------------------------- | --- |
| Il distretto venne creato il 4 marzo 1853 |         |                         |              |                |                  |                  |                                                                                              |                                     | |
| 1                                         |         | Edward A. Warren        |              | Democratico    | 4 marzo 1853     | 3 marzo 1855     | 33                                                                                           | 1                                   | 1852 |
| 2                                         |         | Albert Rust             |              | Democratico    | 4 marzo 1855     | 3 marzo 1857     | 34                                                                                           | 1                                   | 1854 Non ottenne la ricandidatura |
| 3                                         |         | Edward A. Warren        |              | Democratico    | 4 marzo 1857     | 3 marzo 1859     | 35                                                                                           | 1                                   | 1856 Non ricandidatosi |
| 4                                         |         | Albert Rust             |              | Democratico    | 4 marzo 1859     | 3 marzo 1861     | 36                                                                                           | 1                                   | 1858 |
| Vacante                                   | Vacante | Vacante                 | Vacante      | Vacante        | 4 marzo 1861     | 22 giugno 1868   | 37 · 38 · 39                                                                                 | Guerra di Secessionee Ricostruzione | Guerra di Secessionee Ricostruzione |
| 5                                         |         | James M. Hinds          |              | Repubblicano   | 22 giugno 1868   | 22 novembre 1868 | 40                                                                                           | 1⁄2                                 | Eletto per terminare il periodo vacante Deceduto |
| Vacante                                   | Vacante | Vacante                 | Vacante      | Vacante        | 22 novembre 1868 | 13 gennaio 1869  | 40                                                                                           |                                     | |
| 6                                         |         | James T. Elliott        |              | Repubblicano   | 13 gennaio 1869  | 3 marzo 1869     | 40                                                                                           | 1⁄2                                 | Eletto per terminare il mandato di Hinds |
| 7                                         |         | Anthony A.C. Rogers     |              | Democratico    | 4 marzo 1869     | 3 marzo 1871     | 41                                                                                           | 1                                   | 1868 Perse la rielezione |
| 8                                         |         | Oliver P. Snyder        |              | Repubblicano   | 3 marzo 1871     | 3 marzo 1875     | 42 · 43                                                                                      | 2                                   | 1870 · 1872 Non ottenne la ricandidatura |
| 9                                         |         | William F. Slemons      |              | Democratico    | 4 marzo 1875     | 3 marzo 1881     | 44 · 45 · 46                                                                                 | 3                                   | 1874 · 1876 · 1878 Non ricandidatosi |
| 10                                        |         | James K. Jones          |              | Democratico    | 4 marzo 1881     | 19 febbraio 1885 | 47 · 48 · 49                                                                                 | 2 1⁄2                               | 1880 · 1882 · 1884 Dimessosi dopo l'elezione al Senato                                                                                               |
| Vacante                                   | Vacante | Vacante                 | Vacante      | Vacante        | 19 febbraio 1885 | 4 marzo 1885     | 49                                                                                           |                                     | |
| 11                                        |         | Clifton R. Breckinridge |              | Democratico    | 4 marzo 1885     | 5 settembre 1890 | 49 · 50 · 51                                                                                 | 1 1⁄2                               | Eletto per terminare il mandato di Jones · 1886 · 1888 Elezione contestata                                                                           |
| Vacante                                   | Vacante | Vacante                 | Vacante      | Vacante        | 5 settembre 1890 | 4 novembre 1890  | 51                                                                                           |                                     | |
| 12                                        |         | Clifton R. Breckinridge |              | Democratico    | 4 novembre 1890  | 14 agosto 1894   | 51 · 52 · 53                                                                                 | 1 1⁄2                               | Vinse l'elezione contestata · 1890 · 1892 Dimessosi per diventare Ambasciatore in Russia                                                             |
| Vacante                                   | Vacante | Vacante                 | Vacante      | Vacante        | 14 agosto 1894   | 3 dicembre 1894  | 53                                                                                           |                                     | |
| 13                                        |         | John S. Little          |              | Democratico    | 3 dicembre 1894  | 3 marzo 1903     | 53 · 54 · 55 · 56 · 57                                                                       | 4 1⁄2                               | Terminò il mandato di Breckinridge · 1894 · 1896 · 1898 · 1900 Candidatosi nel 4º distretto                                                          |
| 14                                        |         | Stephen Brundidge, Jr.  |              | Democratico    | 4 marzo 1903     | 3 marzo 1909     | 58 · 59 · 60                                                                                 | 3                                   | 1902 · 1904 · 1906 Non ricandidatosi |
| 15                                        |         | William A. Oldfield     |              | Democratico    | 4 marzo 1909     | 19 novembre 1928 | 61 · 62 · 63 · 64 · 65 · 66 · 67 · 68 · 69 · 70                                              | 9 1⁄2                               | 1908 · 1910 · 1912 · 1914 · 1916 · 1918 · 1920 · 1922 · 1924 · 1926 Deceduto dopo la rielezione                                                      |
| Vacante                                   | Vacante | Vacante                 | Vacante      | Vacante        | 19 novembre 1928 | 9 gennaio 1929   | 70                                                                                           |                                     | |
| 16                                        |         | Pearl P. Oldfield       |              | Democratico    | 9 gennaio 1929   | 3 marzo 1931     | 71                                                                                           | 1 1⁄2                               | Eletta per terminare il mandato del marito · 1928 Non ricandidatasi                                                                                  |
| 17                                        |         | John E. Miller          |              | Democratico    | 4 marzo 1931     | 14 novembre 1937 | 72 · 73 · 74 · 75                                                                            | 3 1⁄2                               | 1930 · 1932 · 1934 · 1936 Dimessosi dopo l'elezione al Senato                                                                                        |
| Vacante                                   | Vacante | Vacante                 | Vacante      | Vacante        | 14 novembre 1937 | 3 gennaio 1939   | 75                                                                                           |                                     | |
| 18                                        |         | Wilbur Mills            |              | Democratico    | 3 gennaio 1939   | 3 gennaio 1977   | 76 · 77 · 78 · 79 · 80 · 81 · 82 · 83 · 84 · 85 · 86 · 87 · 88 · 89 · 90 · 91 · 92 · 93 · 94 | 19                                  | 1938 · 1940 · 1942 · 1944 · 1946 · 1948 · 1950 · 1952 · 1954 · 1956 · 1958 · 1960 · 1962 · 1964 · 1966 · 1968 · 1970 · 1972 · 1974 Non ricandidatosi |
| 19                                        |         | Jim Guy Tucker          |              | Democratico    | 3 gennaio 1977   | 3 gennaio 1979   | 95                                                                                           | 1                                   | 1976 Candidatosi al Senato |
| 20                                        |         | Ed Bethune              |              | Repubblicano   | 3 gennaio 1979   | 3 gennaio 1985   | 96 · 97 · 98 · 99                                                                            | 4                                   | 1978 · 1980 · 1952 · 1984 Candidatosi al Senato |
| 21                                        |         | Tommy F. Robinson       |              | Democratico    | 3 gennaio 1985   | 28 giugno 1989   | 100                                                                                          | 2                                   | 1986 · 1988 · Candidatosi a Governatore |
| 21                                        |         | Tommy F. Robinson       | Repubblicano | 28 giugno 1989 | 3 gennaio 1991   | 101              |                                                                                              | 2                                   | 1986 · 1988 · Candidatosi a Governatore |
| 22                                        |         | Ray Thornton            |              | Democratico    | 3 gennaio 1991   | 1º gennaio 1997  | 102 · 103 · 104                                                                              | 3                                   | 1990 · 1992 · 1994 Dimessosi per diventare giudice della Corte Suprema dell'Arkansas                                                                 |
| Vacante                                   | Vacante | Vacante                 | Vacante      | Vacante        | 1º gennaio 1997  | 3 gennaio 1997   | 104                                                                                          |                                     | |
| 23                                        |         | Vic Snyder              |              | Democratico    | 3 gennaio 1997   | 3 gennaio 2011   | 105 · 106 · 107 · 108 · 109 · 110 · 111                                                      | 7                                   | 1996 · 1998 · 2000 · 2002 · 2004 · 2006 · 2008 Non ricandidatosi                                                                                     |
| 24                                        |         | Tim Griffin             |              | Repubblicano   | 3 gennaio 2011   | 3 gennaio 2015   | 112 · 113                                                                                    | 2                                   | 2010 · 2012 Candidatosi a Vicegovernatore |
| 25                                        |         | French Hill             |              | Repubblicano   | 3 gennaio 2015   | in carica        | 114 · 115 · 116 · 117 · 118 · 119                                                            | 6                                   | 2014 · 2016 · 2018 · 2020 · 2022 · 2024 |

### 3º distretto
| N.      | Foto    | Senatore              | Partito | Partito               | Carica           | Carica           | Congresso                                                         | Mandati | Elezioni                                                                                                   |
| N.      | Foto    | Senatore              | Partito | Partito               | Inizio           | Termine          | Congresso                                                         | Mandati | Elezioni                                                                                                   |
| ------- | ------- | --------------------- | ------- | --------------------- | ---------------- | ---------------- | ----------------------------------------------------------------- | ------- | --- |
| Vacante | Vacante | Vacante               | Vacante | Vacante               | 4 marzo 1867     | 22 giugno 1868   | 40                                                                | 1⁄2     | Guerra di Secessione e Ricostruzione                                                                       |
| 1       |         | Thomas Boles          |         | Repubblicano          | 22 giugno 1868   | 3 marzo 1871     | 40 · 41                                                           | 1 1⁄2   | Eletto per terminare il periodo vacante · 1868 Non ricandidatosi                                           |
| 2       |         | John Edwards          |         | Liberale Repubblicano | 3 marzo 1871     | 4 febbraio 1872  | 42                                                                | 1⁄2     | 1870 Elezione contestata                                                                                   |
| 3       |         | Thomas Boles          |         | Repubblicano          | 4 febbraio 1872  | 3 marzo 1873     | 42                                                                | 1⁄2     | Vinse l'elezione contestata                                                                                |
| 4       |         | William W. Wilshire   |         | Repubblicano          | 4 marzo 1873     | 16 giugno 1874   | 43                                                                | 1⁄2     | 1872 Elezione contestata                                                                                   |
| 5       |         | Thomas M. Gunter      |         | Democratico           | 16 giugno 1874   | 3 marzo 1875     | 43                                                                | 1⁄2     | Vinse l'elezione contestata Candidatosi nel 4º distretto                                                   |
| 6       |         | William W. Wilshire   |         | Democratico           | 4 marzo 1875     | 3 marzo 1877     | 44                                                                | 1       | 1874 Non ricandidatosi                                                                                     |
| 7       |         | Jordan E. Cravens     |         | Democratico           | 4 marzo 1877     | 3 marzo 1879     | 45 · 46 · 47                                                      | 3       | 1876 · 1878 · 1880 Non ottenne la ricandidatura                                                            |
| 8       |         | John H. Rogers        |         | Democratico           | 4 marzo 1883     | 3 marzo 1885     | 48                                                                | 1       | 1882 Candidatosi nel 4º distretto                                                                          |
| Vacante | Vacante | Vacante               | Vacante | Vacante               | 4 marzo 1885     | 7 dicembre 1885  | 49                                                                |         | |
| 9       |         | Thomas C. McRae<      |         | Democratico           | 7 dicembre 1885  | 3 marzo 1903     | 49 · 50 · 51 · 52 · 53 · 54 · 55 · 56 · 57                        | 8 1⁄2   | 1885 · 1886 · 1888 · 1890 · 1892 1894 · 1896 · 1898 · 1900                                                 |
| 10      |         | Hugh A. Dinsmore      |         | Democratico           | 4 marzo 1903     | 3 marzo 1905     | 58                                                                | 1       | 1902 Non ottenne la ricandidatura                                                                          |
| 11      |         | John C. Floyd         |         | Democratico           | 4 marzo 1905     | 3 marzo 1915     | 59 · 60 · 61 · 62 · 63                                            | 5       | 1904 · 1906 · 1908 · 1910 · 1912 Non ricandidatosi                                                         |
| 12      |         | John N. Tillman       |         | Democratico           | 4 marzo 1915     | 3 marzo 1929     | 64 · 65 · 66 · 67 · 68 · 69 · 70                                  | 7       | 1914 · 1916 · 1918 · 1920 · 1922 · 1924 · 1926 Non ricandidatosi                                           |
| 13      |         | Claude A. Fuller      |         | Democratico           | 4 marzo 1929     | 3 gennaio 1939   | 71 · 72 · 73 · 74 · 75                                            | 5       | 1928 · 1930 · 1932 · 1934 · 1936 Non ottenne la ricandidatura                                              |
| 14      |         | Clyde T. Ellis        |         | Democratico           | 3 gennaio 1939   | 3 gennaio 1943   | 76 · 77                                                           | 2       | 1938 · 1940 Non ricandidatosi                                                                              |
| 15      |         | J. William Fulbright  |         | Democratico           | 3 gennaio 1943   | 3 gennaio 1945   | 78                                                                | 1       | 1942 Candidatosi al Senato                                                                                 |
| 16      |         | James W. Trimble      |         | Democratico           | 3 gennaio 1945   | 3 gennaio 1967   | 79 · 80 · 81 · 82 · 83 · 84 · 85 · 86 · 87 · 88 · 89              | 11      | 1944 · 1946 · 1948 · 1950 · 1952 · 1954 · 1956 · 1958 · 1960 · 1962 · 1964 Perse la rielezione             |
| 17      |         | John P. Hammerschmidt |         | Repubblicano          | 3 gennaio 1967   | 3 gennaio 1993   | 90 · 91 · 92 · 93 · 94 · 95 · 96 · 97 · 98 · 99 · 100 · 101 · 102 | 13      | 1966 · 1968 · 1970 · 1972 · 1946 · 1976 · 1978 · 1980 · 1982 · 1984 · 1986 · 1988 · 1990 Non ricandidatosi |
| 18      |         | Tim Hutchinson        |         | Repubblicano          | 3 gennaio 1993   | 2 gennaio 1997   | 103 · 104                                                         | 2       | 1992 · 1994 Dimessosi dopo l'elezione al Senato                                                            |
| Vacante | Vacante | Vacante               | Vacante | Vacante               | 2 gennaio 1997   | 3 gennaio 1997   | 104                                                               |         | |
| 19      |         | Asa Hutchinson        |         | Repubblicano          | 3 gennaio 1997   | 6 agosto 2001    | 105 · 106 · 107                                                   | 2 1⁄2   | 1996 · 1998 · 2000 Dimessosi per divenire Direttore della DEA                                              |
| Vacante | Vacante | Vacante               | Vacante | Vacante               | 6 agosto 2001    | 20 novembre 2001 | 107                                                               |         | |
| 20      |         | John Boozman          |         | Repubblicano          | 20 novembre 2001 | 3 gennaio 2011   | 107 · 108 · 109 · 110 · 111                                       | 4       | Eletto per terminare il mandato di Hutchinson · 2002 · 2004 · 2006 · 2008 Candidatosi al Senato            |
| 21      |         | Steve Womack          |         | Repubblicano          | 3 gennaio 2011   | in carica        | 112 · 113 · 114 · 115 · 116 · 117 · 118 · 119                     | 8       | 2010 · 2012 · 2014 · 2016 · 2018 · 2020 · 2022 · 2024                                                      |

### 4º distretto
| N.                                        | Foto    | Senatore           | Partito | Partito      | Carica            | Carica            | Congresso                                  | Mandati | Elezioni |
| N.                                        | Foto    | Senatore           | Partito | Partito      | Inizio            | Termine           | Congresso                                  | Mandati | Elezioni |
| ----------------------------------------- | ------- | ------------------ | ------- | ------------ | ----------------- | ----------------- | ------------------------------------------ | ------- | --- |
| Il distretto venne creato il 4 marzo 1875 |         |                    |         |              |                   |                   |                                            |         | |
| 1                                         |         | Thomas M. Gunter   |         | Democratico  | 4 marzo 1875      | 3 marzo 1883      | 44 · 45 · 46 · 47                          | 4       | 1874 · 1876 · 1878 · 1880 Non ricandidatosi |
| 2                                         |         | Samuel W. Peel     |         | Democratico  | 4 marzo 1883      | 3 marzo 1885      | 48                                         | 1       | 1882 Candidatosi nel 5º distretto |
| 3                                         |         | John H. Rogers     |         | Democratico  | 4 marzo 1885      | 3 marzo 1891      | 49 · 50 · 51                               | 3       | 1884 · 1886 · 1888 |
| 4                                         |         | William L. Terry   |         | Democratico  | 4 marzo 1891      | 3 marzo 1901      | 52 · 53 · 54 · 55 · 56                     | 5       | 1890 · 1892 · 1894 · 1896 · 1898 Non ottenne la ricandidatura                                                                                   |
| 5                                         |         | Charles C. Reid    |         | Democratico  | 4 marzo 1901      | 3 marzo 1903      | 58                                         | 1       | 1902 Candidatosi nel 5º distretto |
| 6                                         |         | John S. Little     |         | Democratico  | 4 marzo 1903      | 14 gennaio 1907   | 59 · 60                                    | 1 1⁄2   | 1904 · 1906 Dimessosi dopo l'elezione a Governatore                                                                                             |
| Vacante                                   | Vacante | Vacante            | Vacante | Vacante      | 14 gennaio 1907   | 4 marzo 1907      | 60                                         |         | |
| 7                                         |         | William B. Cravens |         | Democratico  | 4 marzo 1907      | 3 marzo 1913      | 60 · 61 · 62                               | 2       | Eletto per terminare il mandato di Little · 1908 · 1910 Non ricandidatosi                                                                       |
| 8                                         |         | Otis Wingo         |         | Democratico  | 4 marzo 1913      | 21 ottobre 1930   | 63 · 64 · 65 · 66 · 67 · 68 · 69 · 70 · 71 | 8 1⁄2   | 1912 · 1914 · 1916 · 1918 · 1920 · 1922 · 1924 · 1926 · 1928 Deceduto                                                                           |
| Vacante                                   | Vacante | Vacante            | Vacante | Vacante      | 21 ottobre 1930   | 4 novembre 1930   | 71                                         |         | |
| 9                                         |         | Effiegene L. Wingo |         | Democratico  | 4 novembre 1930   | 3 marzo 1933      | 71 · 72                                    | 1 1⁄2   | Eletta per terminare il mandato del marito · 1930 Non ricandidatasi                                                                             |
| 10                                        |         | William B. Cravens |         | Democratico  | 4 marzo 1933      | 13 gennaio 1939   | 73 · 74 · 75 · 76                          | 3 1⁄2   | 1932 · 1934 · 1936 · 1938 Deceduto |
| Vacante                                   | Vacante | Vacante            | Vacante | Vacante      | 13 gennaio 1939   | 12 settembre 1939 | 76                                         |         | |
| 11                                        |         | William F. Cravens |         | Democratico  | 12 settembre 1939 | 3 gennaio 1949    | 76 · 77 · 78 · 79 · 80                     | 4 1⁄2   | Eletto per terminare il mandato del padre · 1940 · 1942 · 1944 · 1946 Non ricandidatosi                                                         |
| 12                                        |         | Boyd A. Tackett    |         | Democratico  | 3 gennaio 1949    | 3 gennaio 1953    | 81 · 82                                    | 2       | 1948 · 1950 Candidatosi come Governatore |
| 13                                        |         | Oren Harris        |         | Democratico  | 3 gennaio 1953    | 2 febbraio 1966   | 83 · 84 · 85 · 86 · 87 · 88 · 89           | 6 1⁄2   | 1952 · 1954 · 1956 · 1958 · 1960 · 1962 · 1964 Dimessosi per divenire giudice della Corte distrettuale per il distretto orientale dell'Arkansas |
| Vacante                                   | Vacante | Vacante            | Vacante | Vacante      | 2 febbraio 1966   | 9 marzo 1966      | 89                                         |         | |
| 14                                        |         | David Pryor        |         | Democratico  | 9 marzo 1966      | 3 gennaio 1973    | 89 · 90 · 91 · 92                          | 3 1⁄2   | Eletto per terminare il mandato di Harris · 1966 · 1968 · 1970 Candidatosi al Senato                                                            |
| 15                                        |         | Ray Thornton       |         | Democratico  | 3 gennaio 1973    | 3 gennaio 1979    | 93 · 94 · 95                               | 3       | 1972 · 1974 · 1976 |
| 16                                        |         | Beryl Anthony Jr.  |         | Democratico  | 3 gennaio 1979    | 3 gennaio 1993    | 96 · 97 · 98 · 99 · 100 · 101 · 102        | 7       | 1978 · 1980 · 1982 · 1984 · 1986 · 1988 · 1990 Non ottenne la ricandidatura                                                                     |
| 17                                        |         | Jay Dickey         |         | Repubblicano | 3 gennaio 1993    | 3 gennaio 2001    | 103 · 104 · 105 · 106                      | 4       | 1992 · 1994 · 1996 · 1998 Perse la rielezione                                                                                                   |
| 18                                        |         | Mike Ross          |         | Democratico  | 3 gennaio 2001    | 3 gennaio 2013    | 107 · 108 · 109 · 110 · 111 · 112          | 6       | 2000 · 2002 · 2004 · 2006 · 2008 · 2010 Non ricandidatosi                                                                                       |
| 19                                        |         | Tom Cotton         |         | Repubblicano | 3 gennaio 2013    | 3 gennaio 2015    | 113                                        | 1       | 2012 Candidatosi al Senato |
| 20                                        |         | Bruce Westerman    |         | Repubblicano | 3 gennaio 2015    | in carica         | 114 · 115 · 116 · 117 · 118 · 119          | 6       | 2014 · 2016 · 2018 · 2020 · 2022 · 2024 |

### 5º distretto
| N.                                             | Foto    | Senatore             | Partito | Partito     | Carica           | Carica           | Congresso                             | Mandati | Elezioni |
| N.                                             | Foto    | Senatore             | Partito | Partito     | Inizio           | Termine          | Congresso                             | Mandati | Elezioni |
| ---------------------------------------------- | ------- | -------------------- | ------- | ----------- | ---------------- | ---------------- | ------------------------------------- | ------- | --- |
| Il distretto venne creato il 4 marzo 1885      |         |                      |         |             |                  |                  |                                       |         | |
| 1                                              |         | Samuel W. Peel       |         | Democratico | 4 marzo 1885     | 3 marzo 1893     | 49 · 50 · 51 · 52                     | 4       | 1884 · 1886 · 1888 · 1890 Non ottenne la ricandidatura                                                                                     |
| 2                                              |         | Hugh A. Dinsmore     |         | Democratico | 4 marzo 1893     | 3 marzo 1903     | 53 · 54 · 55 · 56 · 57                | 5       | 1892 · 1894 · 1896 · 1898 · 1900 Non ottenne la ricandidatura                                                                              |
| 3                                              |         | Charles C. Reid      |         | Democratico | 4 marzo 1903     | 3 marzo 1911     | 58 · 59 · 60 · 61                     | 4       | 1902 · 1904 · 1906 · 1908 Non ricandidatosi                                                                                                |
| 4                                              |         | Henderson M. Jacoway |         | Democratico | 4 marzo 1911     | 3 marzo 1923     | 62 · 63 · 64 · 65 · 66 · 67           | 6       | 1910 · 1912 · 1914 · 1916 · 1918 · 1920 Non ricandidatosi                                                                                  |
| 5                                              |         | Heartsill Ragon      |         | Democratico | 4 marzo 1923     | 16 giugno 1933   | 68 · 69 · 70 · 71 · 72 · 73           | 5 1⁄2   | 1922 · 1924 · 1926 · 1928 · 1930 · 1932 Dimessosi per divenire giudice della Corte distrettuale per il distretto occidentale dell'Arkansas |
| Vacante                                        | Vacante | Vacante              | Vacante | Vacante     | 16 giugno 1933   | 19 dicembre 1933 | 73                                    |         | |
| 6                                              |         | David D. Terry       |         | Democratico | 19 dicembre 1933 | 3 gennaio 1943   | 73 · 74 · 75 · 76 · 77                | 4 1⁄2   | Eletto per terminare il mandato di Ragon · 1934 · 1936 · 1938 · 1940 Candidatosi al Senato                                                 |
| 7                                              |         | Brooks Hays          |         | Democratico | 3 gennaio 1943   | 3 gennaio 1959   | 78 · 79 · 80 · 81 · 82 · 83 · 84 · 85 | 8       | 1942 · 1944 · 1946 · 1938 · 1950 · 1952 · 1954 · 1956 Perse la rielezione                                                                  |
| 8                                              |         | Dale Alford          |         | Democratico | 3 gennaio 1959   | 3 gennaio 1963   | 86 · 87                               | 2       | 1958 · 1960 |
| Il distretto venne eliminato il 3 gennaio 1963 |         |                      |         |             |                  |                  |                                       |         | |

### 6º distretto
| N.                                             | Foto    | Senatore              | Partito | Partito     | Carica            | Carica            | Congresso                                                 | Mandati | Elezioni                                                                                   |
| N.                                             | Foto    | Senatore              | Partito | Partito     | Inizio            | Termine           | Congresso                                                 | Mandati | Elezioni                                                                                   |
| ---------------------------------------------- | ------- | --------------------- | ------- | ----------- | ----------------- | ----------------- | --------------------------------------------------------- | ------- | ------------------------------------------------------------------------------------------ |
| Il distretto venne creato il 4 marzo 1893      |         |                       |         |             |                   |                   |                                                           |         |                                                                                            |
| 1                                              |         | Robert Neill          |         | Democratico | 4 marzo 1893      | 3 marzo 1897      | 53 · 54                                                   | 2       | 1892 · 1894 Non ottenne la ricandidatura                                                   |
| 2                                              |         | Stephen Brundidge Jr. |         | Democratico | 4 marzo 1897      | 3 marzo 1903      | 55 · 56 · 57                                              | 3       | 1896 · 1898 · 1900 Candidatosi nel 2º distretto                                            |
| 3                                              |         | Joseph T. Robinson    |         | Democratico | 4 marzo 1903      | 14 gennaio 1913   | 58 · 59 · 60 · 61 · 62 · 63                               | 5 1⁄2   | 1902 · 1904 · 1906 · 1908 · 1910 · 1912 Dimessosi per divenire Governatore                 |
| Vacante                                        | Vacante | Vacante               | Vacante | Vacante     | 14 gennaio 1913   | 15 gennaio 1913   | 63                                                        |         |                                                                                            |
| 4                                              |         | Samuel M. Taylor      |         | Democratico | 15 gennaio 1913   | 13 settembre 1921 | 64 · 65 · 66 · 67                                         | 1⁄2     | Eletto per terminare il mandato di Robinson · 1914 · 1916 · 1918 · 1920 Deceduto           |
| Vacante                                        | Vacante | Vacante               | Vacante | Vacante     | 13 settembre 1921 | 25 ottobre 1921   | 67                                                        |         |                                                                                            |
| 5                                              |         | Chester W. Taylor     |         | Democratico | 25 ottobre 1921   | 3 marzo 1923      | 67                                                        | 1⁄2     | Eletto per terminare il mandato del padre Non ricandidatosi                                |
| 6                                              |         | Lewis E. Sawyer       |         | Democratico | 4 marzo 1923      | 5 maggio 1923     | 68                                                        | 1⁄2     | 1922 Deceduto                                                                              |
| Vacante                                        | Vacante | Vacante               | Vacante | Vacante     | 5 maggio 1923     | 6 ottobre 1923    | 68                                                        |         |                                                                                            |
| 7                                              |         | James B. Reed         |         | Democratico | 6 ottobre 1923    | 3 marzo 1929      | 68 · 69 · 70                                              | 2 1⁄2   | Eletto per terminare il mandato di Sawyer · 1924 · 1926 Non ottenne la ricandidatura       |
| 8                                              |         | David D. Glover       |         | Democratico | 4 marzo 1929      | 3 gennaio 1935    | 71 · 72 · 73                                              | 3       | 1928 · 1930 · 1932 Non ottenne la rincandidatura                                           |
| 9                                              |         | John L. McClellan     |         | Democratico | 3 gennaio 1935    | 3 gennaio 1939    | 74 · 75                                                   | 2       | 1934 · 1936 Candidatosi al Senato                                                          |
| 10                                             |         | William F. Norrell    |         | Democratico | 3 gennaio 1939    | 15 febbraio 1961  | 76 · 77 · 78 · 79 · 80 · 81 · 82 · 83 · 84 · 85 · 86 · 87 | 11 1⁄2  | 1938 · 1940 · 1942 · 1944 · 1946 · 1948 · 1950 · 1952 · 1954 · 1956 · 1958 · 1960 Deceduto |
| Vacante                                        | Vacante | Vacante               | Vacante | Vacante     | 15 febbraio 1961  | 18 aprile 1961    | 87                                                        |         |                                                                                            |
| 11                                             |         | Catherine D. Norrell  |         | Democratico | 18 aprile 1961    | 3 gennaio 1963    | 87                                                        | 1⁄2     | Eletta per terminare il mandato del marito                                                 |
| Il distretto venne eliminato il 3 gennaio 1963 |         |                       |         |             |                   |                   |                                                           |         |                                                                                            |

### 7º distretto
| N.                                             | Foto | Senatore           | Partito | Partito     | Carica       | Carica         | Congresso                        | Mandati | Elezioni                                                             |
| N.                                             | Foto | Senatore           | Partito | Partito     | Inizio       | Termine        | Congresso                        | Mandati | Elezioni                                                             |
| ---------------------------------------------- | ---- | ------------------ | ------- | ----------- | ------------ | -------------- | -------------------------------- | ------- | -------------------------------------------------------------------- |
| Il distretto venne creato il 4 marzo 1903      |      |                    |         |             |              |                |                                  |         |                                                                      |
| 1                                              |      | Robert M. Wallace  |         | Democratico | 4 marzo 1903 | 3 marzo 1911   | 58 · 59 · 60 · 61 · 62           | 5       | 1902 · 1904 · 1906 · 1908 · 1910 Non ottenne la ricandidatura        |
| 2                                              |      | William S. Goodwin |         | Democratico | 4 marzo 1911 | 3 marzo 1921   | 63 · 64 · 65 · 66 · 67           | 5       | 1912 · 1914 · 1916 · 1918 · 1920 Non ottenne la ricandidatura        |
| 3                                              |      | Tilman B. Parks    |         | Democratico | 4 marzo 1921 | 3 marzo 1937   | 68 · 69 · 70 · 71 · 72 · 73 · 74 | 7       | 1922 · 1924 · 1926 · 1928 · 1930 · 1932 · 1934 Non ricandidatosi     |
| 4                                              |      | Wade H. Kitchens   |         | Democratico | 4 marzo 1937 | 3 marzo 1941   | 75 · 76                          | 2       | 1936 · 1938 Non ottenne la ricandidatura                             |
| 5                                              |      | Oren Harris        |         | Democratico | 4 marzo 1941 | 3 gennaio 1953 | 77 · 78 · 79 · 80 · 81 · 82      | 6       | 1940 · 1942 · 1944 · 1946 · 1948 · 1950 Candidatosi nel 4º distretto |
| Il distretto venne eliminato il 3 gennaio 1953 |      |                    |         |             |              |                |                                  |         |                                                                      |